# De Sullae bonis
L'Oratio de Sullae bonis (Orazione sui beni di Silla), meglio nota semplicemente come De Sullae bonis, è un discorso giudiziario pronunciato nel 66 a.C. da Cicerone. Il testo dell'orazione è andato perduto.
Cicerone pronunciò la De Sullae bonis mentre ricopriva la pretura; poiché nello stesso anno aveva sostenuto con l'orazione De imperio Gn. Pompei la lex Manilia, che prevedeva l'assegnazione a Gneo Pompeo Magno della guerra contro Mitridate VI Eupatore, re del Ponto, ed era dunque appoggiata soprattutto dal ceto equestre e dai populares, Cicerone scelse di patrocinare la causa dell'impopolare Fausto Cornelio Silla, figlio del dittatore Lucio Cornelio Silla, per migliorare i suoi rapporti con la fazione degli optimates. Contro il figlio ed erede del dittatore era infatti stato intentato un processo con cui si chiedeva la restituzione delle somme che il padre aveva prelevato negli anni della sua stessa dittatura dall'erario. Cicerone riuscì probabilmente a ottenere con la sua orazione che il processo fosse rinviato.